# Llista d'asteroides/118201–118300
| Nom                   | Designació provisional | Data de descobriment | Lloc de descobriment | Descobridor/s                                    |
| --------------------- | ---------------------- | -------------------- | -------------------- | ------------------------------------------------ |
| 118201 -              | 1995 FQ19              | 29 de març, 1995     | Kitt Peak            | Spacewatch                                       |
| 118202 -              | 1995 HQ3               | 26 d'abril, 1995     | Kitt Peak            | Spacewatch                                       |
| 118203 -              | 1995 HL4               | 26 d'abril, 1995     | Kitt Peak            | Spacewatch                                       |
| 118204 -              | 1995 MS1               | 23 de juny, 1995     | Kitt Peak            | Spacewatch                                       |
| 118205 -              | 1995 MK7               | 25 de juny, 1995     | Kitt Peak            | Spacewatch                                       |
| 118206 -              | 1995 OB6               | 22 de juliol, 1995   | Kitt Peak            | Spacewatch                                       |
| 118207 -              | 1995 SJ10              | 17 de setembre, 1995 | Kitt Peak            | Spacewatch                                       |
| 118208 -              | 1995 TH10              | 2 d'octubre, 1995    | Kitt Peak            | Spacewatch                                       |
| 118209 -              | 1995 UH20              | 19 d'octubre, 1995   | Kitt Peak            | Spacewatch                                       |
| 118210 -              | 1995 UG56              | 23 d'octubre, 1995   | Kitt Peak            | Spacewatch                                       |
| 118211 -              | 1995 VE18              | 15 de novembre, 1995 | Kitt Peak            | Spacewatch                                       |
| 118212 -              | 1995 XM4               | 14 de desembre, 1995 | Kitt Peak            | Spacewatch                                       |
| 118213 -              | 1995 YO18              | 22 de desembre, 1995 | Kitt Peak            | Spacewatch                                       |
| 118214 Agnesediboemia | 1996 AG1               | 12 de gener, 1996    | Kleť                 | Kleť                                             |
| 118215 -              | 1996 BN1               | 24 de gener, 1996    | Cloudcroft           | W. Offutt                                        |
| 118216 -              | 1996 DU1               | 22 de febrer, 1996   | Stroncone            | A. Vagnozzi                                      |
| 118217 -              | 1996 EO7               | 11 de març, 1996     | Kitt Peak            | Spacewatch                                       |
| 118218 -              | 1996 GM17              | 15 d'abril, 1996     | La Silla             | E. W. Elst                                       |
| 118219 -              | 1996 HT20              | 18 d'abril, 1996     | La Silla             | E. W. Elst                                       |
| 118220 -              | 1996 HA21              | 18 d'abril, 1996     | La Silla             | E. W. Elst                                       |
| 118221 -              | 1996 HQ21              | 18 d'abril, 1996     | La Silla             | E. W. Elst                                       |
| 118222 -              | 1996 RR11              | 8 de setembre, 1996  | Kitt Peak            | Spacewatch                                       |
| 118223 -              | 1996 SO4               | 21 de setembre, 1996 | Xinglong             | Beijing Schmidt CCD Asteroid Program             |
| 118224 -              | 1996 TT1               | 3 d'octubre, 1996    | Xinglong             | BAO Schmidt CCD Asteroid Program                 |
| 118225 -              | 1996 TP18              | 4 d'octubre, 1996    | Kitt Peak            | Spacewatch                                       |
| 118226 -              | 1996 TA30              | 7 d'octubre, 1996    | Kitt Peak            | Spacewatch                                       |
| 118227 -              | 1996 TR39              | 8 d'octubre, 1996    | La Silla             | E. W. Elst                                       |
| 118228 -              | 1996 TQ66              | 8 d'octubre, 1996    | Mauna Kea            | J. Chen, D. C. Jewitt, C. A. Trujillo, J. X. Luu |
| 118229 -              | 1996 VE23              | 10 de novembre, 1996 | Kitt Peak            | Spacewatch                                       |
| 118230 Sado           | 1996 WY2               | 30 de novembre, 1996 | Chichibu             | N. Sato                                          |
| 118231 -              | 1996 XQ18              | 8 de desembre, 1996  | Catalina Station     | C. W. Hergenrother                               |
| 118232 -              | 1997 AY6               | 9 de gener, 1997     | Oizumi               | T. Kobayashi                                     |
| 118233 Gfrancoferrini | 1997 BX6               | 30 de gener, 1997    | Cima Ekar            | U. Munari, M. Tombelli                           |
| 118234 -              | 1997 BO7               | 31 de gener, 1997    | Kitt Peak            | Spacewatch                                       |
| 118235 Federico       | 1997 ES7               | 7 de març, 1997      | Bologna              | Osservatorio San Vittore                         |
| 118236 -              | 1997 EO26              | 4 de març, 1997      | Kitt Peak            | Spacewatch                                       |
| 118237 -              | 1997 GD16              | 3 d'abril, 1997      | Socorro              | LINEAR                                           |
| 118238 -              | 1997 JT5               | 2 de maig, 1997      | Kitt Peak            | Spacewatch                                       |
| 118239 -              | 1997 KX                | 31 de maig, 1997     | Xinglong             | BAO Schmidt CCD Asteroid Program                 |
| 118240 -              | 1997 LS3               | 5 de juny, 1997      | Kitt Peak            | Spacewatch                                       |
| 118241 -              | 1997 LJ9               | 7 de juny, 1997      | La Silla             | E. W. Elst                                       |
| 118242 -              | 1997 NM3               | 9 de juliol, 1997    | Prescott             | P. G. Comba                                      |
| 118243 -              | 1997 QL1               | 30 d'agost, 1997     | Kleť                 | Z. Moravec                                       |
| 118244 -              | 1997 RV10              | 3 de setembre, 1997  | Caussols             | ODAS                                             |
| 118245 -              | 1997 SF10              | 23 de setembre, 1997 | Xinglong             | BAO Schmidt CCD Asteroid Program                 |
| 118246 -              | 1997 SR15              | 27 de setembre, 1997 | Caussols             | ODAS                                             |
| 118247 -              | 1997 TH1               | 3 d'octubre, 1997    | Caussols             | ODAS                                             |
| 118248 -              | 1997 TS19              | 2 d'octubre, 1997    | Kitt Peak            | Spacewatch                                       |
| 118249 -              | 1997 WF15              | 23 de novembre, 1997 | Kitt Peak            | Spacewatch                                       |
| 118250 -              | 1998 BY1               | 19 de gener, 1998    | Uenohara             | N. Kawasato                                      |
| 118251 -              | 1998 BF18              | 22 de gener, 1998    | Kitt Peak            | Spacewatch                                       |
| 118252 -              | 1998 BW33              | 31 de gener, 1998    | Oizumi               | T. Kobayashi                                     |
| 118253 -              | 1998 BK43              | 23 de gener, 1998    | Kitt Peak            | Spacewatch                                       |
| 118254 -              | 1998 CU                | 4 de febrer, 1998    | Kleť                 | M. Tichý, Z. Moravec                             |
| 118255 -              | 1998 CZ2               | 6 de febrer, 1998    | La Silla             | E. W. Elst                                       |
| 118256 -              | 1998 DX25              | 23 de febrer, 1998   | Kitt Peak            | Spacewatch                                       |
| 118257 -              | 1998 FS17              | 20 de març, 1998     | Socorro              | LINEAR                                           |
| 118258 -              | 1998 FG41              | 20 de març, 1998     | Socorro              | LINEAR                                           |
| 118259 -              | 1998 FT52              | 20 de març, 1998     | Socorro              | LINEAR                                           |
| 118260 -              | 1998 FP54              | 20 de març, 1998     | Socorro              | LINEAR                                           |
| 118261 -              | 1998 FF79              | 24 de març, 1998     | Socorro              | LINEAR                                           |
| 118262 -              | 1998 FO85              | 24 de març, 1998     | Socorro              | LINEAR                                           |
| 118263 -              | 1998 FE90              | 24 de març, 1998     | Socorro              | LINEAR                                           |
| 118264 -              | 1998 FB105             | 31 de març, 1998     | Socorro              | LINEAR                                           |
| 118265 -              | 1998 FM142             | 29 de març, 1998     | Socorro              | LINEAR                                           |
| 118266 -              | 1998 HQ17              | 18 d'abril, 1998     | Socorro              | LINEAR                                           |
| 118267 -              | 1998 HR56              | 21 d'abril, 1998     | Socorro              | LINEAR                                           |
| 118268 -              | 1998 HG61              | 21 d'abril, 1998     | Socorro              | LINEAR                                           |
| 118269 -              | 1998 HL74              | 21 d'abril, 1998     | Socorro              | LINEAR                                           |
| 118270 -              | 1998 HN129             | 19 d'abril, 1998     | Socorro              | LINEAR                                           |
| 118271 -              | 1998 HO149             | 25 d'abril, 1998     | La Silla             | E. W. Elst                                       |
| 118272 -              | 1998 KU10              | 22 de maig, 1998     | Kitt Peak            | Spacewatch                                       |
| 118273 -              | 1998 OX9               | 26 de juliol, 1998   | La Silla             | E. W. Elst                                       |
| 118274 -              | 1998 QE20              | 17 d'agost, 1998     | Socorro              | LINEAR                                           |
| 118275 -              | 1998 QR24              | 17 d'agost, 1998     | Socorro              | LINEAR                                           |
| 118276 -              | 1998 QM33              | 17 d'agost, 1998     | Socorro              | LINEAR                                           |
| 118277 -              | 1998 QE105             | 25 d'agost, 1998     | La Silla             | E. W. Elst                                       |
| 118278 -              | 1998 RO17              | 14 de setembre, 1998 | Socorro              | LINEAR                                           |
| 118279 -              | 1998 RG23              | 14 de setembre, 1998 | Socorro              | LINEAR                                           |
| 118280 -              | 1998 RQ31              | 14 de setembre, 1998 | Socorro              | LINEAR                                           |
| 118281 -              | 1998 RH43              | 14 de setembre, 1998 | Socorro              | LINEAR                                           |
| 118282 -              | 1998 RB48              | 14 de setembre, 1998 | Socorro              | LINEAR                                           |
| 118283 -              | 1998 RU55              | 14 de setembre, 1998 | Socorro              | LINEAR                                           |
| 118284 -              | 1998 RC59              | 14 de setembre, 1998 | Socorro              | LINEAR                                           |
| 118285 -              | 1998 RF65              | 14 de setembre, 1998 | Socorro              | LINEAR                                           |
| 118286 -              | 1998 RR66              | 14 de setembre, 1998 | Socorro              | LINEAR                                           |
| 118287 -              | 1998 RY66              | 14 de setembre, 1998 | Socorro              | LINEAR                                           |
| 118288 -              | 1998 SK4               | 20 de setembre, 1998 | Prescott             | P. G. Comba                                      |
| 118289 -              | 1998 SN10              | 19 de setembre, 1998 | Uenohara             | N. Kawasato                                      |
| 118290 -              | 1998 SZ26              | 20 de setembre, 1998 | Xinglong             | BAO Schmidt CCD Asteroid Program                 |
| 118291 -              | 1998 SU46              | 25 de setembre, 1998 | Kitt Peak            | Spacewatch                                       |
| 118292 -              | 1998 SE57              | 17 de setembre, 1998 | Anderson Mesa        | LONEOS                                           |
| 118293 -              | 1998 SV62              | 25 de setembre, 1998 | Xinglong             | BAO Schmidt CCD Asteroid Program                 |
| 118294 -              | 1998 SQ75              | 17 de setembre, 1998 | Xinglong             | BAO Schmidt CCD Asteroid Program                 |
| 118295 -              | 1998 SA111             | 26 de setembre, 1998 | Socorro              | LINEAR                                           |
| 118296 -              | 1998 SL122             | 26 de setembre, 1998 | Socorro              | LINEAR                                           |
| 118297 -              | 1998 SY129             | 26 de setembre, 1998 | Socorro              | LINEAR                                           |
| 118298 -              | 1998 SC131             | 26 de setembre, 1998 | Socorro              | LINEAR                                           |
| 118299 -              | 1998 SD148             | 26 de setembre, 1998 | Socorro              | LINEAR                                           |
| 118300 -              | 1998 SL162             | 26 de setembre, 1998 | Socorro              | LINEAR                                           |